# Martin Dvořák (manažer)
Martin Dvořák (* 12. srpna 1970 Brno) je český manažer, ředitel Prima televize v letech 2000–2006, od 1. dubna 2007 do 5. prosince 2011 ředitel Dopravního podniku hl. m. Prahy.

## Životopis
Narodil se v Brně matce Marii Novákové, dětství prožil v Praze a Varšavě. Kromě češtiny hovoří plynně anglicky a polsky, umí i rusky.
V letech 1988–1993 vystudoval na Vysoké škole ekonomické obor zahraniční obchod.

### Funkce
- 1992–1995 marketingový konzultant pro Eurospectrum Group (developer a investor komerčních a průmyslových zón)
- 1992–1995 marketingový konzultant pro DMB design studio
- 1995 account manager ve společnosti InterCom s. r. o.
- listopad 1996–duben 1998 Barum Continental s. r. o., ředitel divize marketingu odpovědný za státy Středoevropské dohody o volném obchodu.
- 1999 a 2000 Český Telecom, několik funkcí, nakonec ředitel marketingu
- listopad 2000–27. září 2006 generální ředitel Prima TV, po odvolání z funkce ředitele zůstal a dosud je místopředsedou představenstva, vedení o něm uvažovalo do funkce finančního ředitele[2]
- 30. července 2004 několik médií zveřejnilo zprávu, že se o Dvořákovi uvažuje jako o novém ministru informatiky ve vládě Stanislava Grosse nebo dokonce že jím bude[3], namísto dosavadního Vladimíra Mlynáře, jako nestraník nominovaný US-DEU. Stanislav Gross to na uzavřeném jednání předsednictva ČSSD 30. července 2004 podle zvukových záznamů, které získaly Britské listy,[4] zdůvodnil slovy: „Součástí nepsané, ústní dohody s Unií svobody, kterou veřejně extra nebudeme prezentovat, je to, že musí být nominován jeden nestraník, který nebude spojen s Unií svobody. To aby nám ve vládě nestrašili tři unionisté.“ Předsednictvo ČSSD, zejména Pavel Dostál, však proti nominaci Martina Dvořáka ostře protestovalo, především pro jeho domnělé spojení s finanční skupinou PPF (vedení ČSSD si jej zřejmě spletlo s Petrem Dvořákem). Nakonec ministrem Dvořák jmenován nebyl.[5]
- cca od listopadu 2006 konzultant think tankového občanského sdružení eStat.cz (Efektivní stát) pro oblast elektronických komunikací a médií[6][7]
- 26. února 2007 s odvoláním na zprávu týdeníku Euro údajně potvrzenou ze dvou nezávislých zdrojů mnohá média zveřejnila zprávu, že Martin Dvořák se má od 1. dubna 2007 stát novým generálním ředitelem Dopravního podniku hl. m. Prahy namísto dosavadního ředitele Tomáše Jílka.[8][9]
- 13. března 2007 se stal členem představenstva Dopravního podniku hl. m. Prahy, akciová společnost[10][11]
- 26. března 2007 byl zvolen místopředsedou představenstva a od 1. dubna 2007 generálním ředitelem Dopravního podniku hl. m. Prahy, akciová společnost.[11][12]

Členství v dalších statutárních orgánech:
- 11. května 2000 - 17. prosince 2001 člen dozorčí rady Euro Park Praha, a.s.
- Od 25. dubna 2002 jednatel GOOD HARVEST spol. s r.o.
- 22. ledna 2003 - 25. října 2006 člen představenstva TARGO HOLDING, a.s.
- Od 1. července 2004 člen a od 30. listopadu 2004 předseda dozorčí rady Pražská energetika Holding a.s.
- 17. prosince 2004 - 1. března 2006 člen představenstva MEDIA GAMES, a.s.
- Od 9. března 2005 člen dozorčí rady akciové společnosti 1. CORPORATION
- Od 22. června 2005 místopředseda správní rady Nadačního fondu Kapka naděje Venduly Svobodové
- Od 31. října 2005 místopředseda představenstva FTV Prima Holding, a.s
- Od 28. prosince 2005 člen představenstva GES MEDIA ASSET, a.s.
- Od 31. ledna 2006 člen dozorčí rady TV PRODUKCE a.s.
- Od 17. března 2006 místopředseda představenstva Media & Communications, a.s.
- Od 17. května 2006 předseda představenstva TV EXPRESS a.s.

### Působení v TV Prima
Za první dva roky působení Martina Dvořáka ve funkci ředitele Prima TV vzrostla její sledovanost (podle profilu na serveru Česká média) z 15 na 20 % a pozitivní trend pokračoval. Za příčinu úspěchu je považováno nalezení hlavní cílové skupiny (rodinné pořady, včetně vlídného a přátelského výrazu televize), vlastní tvorba pořadů a flexibilita.
Podle Hlouškové Martin Dvořák polemizoval s ministrem kultury Pavlem Dostálem. Kritizoval práci ministerstva informatiky, zejména zanedbávání příprav na digitalizaci televizního vysílání. ČTK jej 20. června 2003 citovala: „Dvořák se jednoznačně staví za to, aby byla nejdříve i na základě diskuze hráčů na trhu jasně stanovena pravidla, a teprve pak byla digitalizace uvedena do praxe.“
Místopředsedou představenstva v FTV Prima Holding zůstal Dvořák i po nástupu do funkce generálního ředitele Dopravního podniku hl. m. Prahy. Působení v dopravním podniku však označuje za prioritu.

### Spolupráce na návrzích reformy médií sdružení Efektivní stát
Martin Dvořák byl iniciátorem návrhu think tanku eStat.cz z března 2007 na sloučení veřejnoprávního Českého rozhlasu s Českou televizí, sloučení jejich rad, zrušení Rady pro rozhlasové a televizní vysílání a její nahrazení jiným regulátorem (ministerstvo kultury nebo Český telekomunikační úřad) s vysokými kvalifikačními požadavky na jeho pracovníky, zrušení rozhlasových i televizních poplatků a jejich nahrazení mandatorními výdaji ze státního rozpočtu, snížení obsahové i technologické regulace soukromých médií, dražení licencí k eliminaci subjektivního hodnocení.

### Působení v Dopravním podniku hl. m. Prahy
Podle předsedy představenstva a. s. Radovana Šteinera se výběrové komisi zalíbil Dvořákův projekt finančního řízení, například větší centralizace nákupu zboží a služeb. Podle předchozího generálního ředitele Tomáše Jílka důvodem ke změně ředitele byla dosavadní malá razance při prosazování některých změn, a tedy potřeba ředitele, který není tolik spjatý s firmou osobními vazbami. Dvořák nesliboval snížení rozpočtu, ale větší efektivitu jeho využití, tedy více nových dopravních prostředků, nových stanic metra nebo zrekonstruovaných zastávek. Jeho koncepce rovněž měla obsahovat záměr, jak získat více automobilistů k užívání MHD.
Slovy „filosofie je taková, že všechny firmy jsou stejné“ vyjádřil svou vícekrát opakovanou vizi, že chce k Dopravnímu podniku přistupovat jako ke standardní firmě, včetně kvalitního finančního plánování, a to dlouhodobého. a základních principů komerčních firem a ekonomického myšlení.
V polovině dubna 2007 za největší cíl pro tento rok označil vytvoření strategického rozvojového a investičního plánu. Ředitelem pro strategický a investiční rozvoj se stal předchozí generální ředitel Tomáš Jílek (dopravní inženýr). V oblasti strategie společnosti, investic a řízení kvality má být v úseku generálního ředitele k 30. dubnu 2007 zřízeno 44 nových míst a zároveň zrušeno 54 stávajících míst.
V rozhovoru se generální ředitel vyjádřil, že ho příjemně překvapila kvalita středního managementu na jednotlivých provozech a že většina problémů je podle jeho názoru „v tomhle baráku“ (míněna budova sídla společnosti v Sokolovské ulici). Za prioritu z hlediska provozu označil Dvořák koncentraci rozhodovacích a schvalovacích pravomocí. V rozhovoru pro Hospodářské noviny v první den ve funkci avizoval snížení počtu odborných úseků a zjednodušení řídící struktury a naznačil, že hodlá jak přivádět do vedení lidi z venku, tak motivovat lidi z podniku a umožnit jim kariérní postup.
Klade důraz na standardizaci všech smluvních a partnerských vztahů s dodavateli a transparentnost zadávání veřejných zakázek.
V dopise zaměstnancům na začátku dubna 2007 důrazně odmítl, že by chystal plošné propouštění. Avizoval zjednodušení procesů, využívání nových příležitostí a odstranění činností, které přímo nesouvisí s hlavní funkcí podniku. Přislíbil zaměstnancům posílení vnitřní komunikace a zpětné vazby včetně zavedení nových možností, jak se zaměstnanci budou moci obracet přímo na vedení firmy. Sdělil, že se hodlá sejít na společném sezení s co největším počtem zaměstnanců na všech úrovních. Jednou z prvních zpráv o konkrétních personálních změnách bylo, že údajně pro nadbytečnost má být zrušena funkce vedoucího vnitřní komunikace na personálním úseku, kterou zastával Bc. Jan Pospíchal. V rozhovoru pro podnikový časopis 4. dubna Dvořák uvedl, že po několika málo dnech má pocit, že vnitřní komunikace moc dobře nefunguje.
K dosavadnímu „transformačnímu projektu“, který podle předchozího vedení byl v závěrečné, dolaďovací fázi, uvedl: „Co se podařilo nebo ne, je věc minulého vedení. První kroky byly udělány, ale ještě chybí další. (…) Nemělo by to být, jak je časté, že někam přijde poradenská firma, za půl rok druhá, stojí to hrozné peníze, vytvoří se krásná prezentace, ale pak firma odjede a nic moc se nestane.“ Tato nekonkrétní poznámka může být ve vztahu s tím, jak zejména odborové organizace popisovaly působení konzulačních firem CS Projekt s.r.o. a GMC Marketing při transformací Dopravního podniku hl. m. Prahy a. s. v letech 2004–2006, kdy si za svou činnost vyfakturovaly přes 17 miliónů Kč.
Ve čtvrtek 1. prosince 2011 média oznámila, že se Martin Dvořák s primátorem Bohuslavem Svobodou dohodl, že v pondělí 5. prosince rezignuje na funkce předsedy představenstva a generálního ředitele Dopravního podniku. Podle MF Dnes Dvořákův odchod zřejmě urychlily změny v dozorčí radě podniku po pádu koalice ODS+ČSSD a vzniku nové koalice ODS+TOP09 v pražském zastupitelstvu. MF Dnes se odvolává na zákulisní informace, podle nichž si městská rada připravovala cestu k odvolání Martina Dvořáka.

## Policejní obvinění
Koncem února 2013 policie Dvořáka obvinila z porušování povinnosti při správě cizího majetku v souvislosti se zakázkou pro firmu Cross Point, která prodávala jízdenky pražské MHD a kterou měl Dvořák zvýhodnit při výběrovém řízení. Dopravní podnik od roku 2009 firmě platil za prodej jízdenek více než 130 milionů korun. V září 2012 podnik smlouvu vypověděl na základě trestního oznámení advokáta Václava Lásky.
V červnu 2015 byl obviněn spolu se svou matkou, Ivo Rittigem dalšími 11 lidmi pro údajné praní špinavých peněz. Toto obvinění se týká zakázek na sms jízdenky a m-peněženky, prodej kuponů a tisk papírových jízdenek. Podle policie šlo o organizovanou skupinu, která peníze v letech 2008 až 2014 propírala přes několik firem z daňových rájů.
17.5.2019 bylo všech 17 obviněných nepravomocně zproštěno obžaloby v kauze tzv. "jízdenek DPP". Předseda senátu Mgr. Petr Hovorka odmítl argumenty státního zástupce Adama Borguly  "Není objektivně možné akceptovat argumenty obžaloby, protože nekorespondují s výsledky dokazování".